# Повітряний флот УНР
Повітряний флот УНР — військово-повітряні сили Української Народної Республіки в 1917–1921 роках.

## Устаткування зброї
На території України станом на осінь 1917 року дислокувались досить значні, як на той час, сили російської військової авіації, що нараховували до 330 бойових літаків. Вони включали:
- Армійську авіацію Південно-Західного та Румунського фронтів (7 авіаційних дивізіонів, а в їх складі — понад 40 авіазагонів і до 250-ти літаків),
- Морську авіацію Чорноморського флоту (понад 60 літаків) та Ескадру повітряних кораблів (16 важких бомбардувальників).

У структурі російської військової авіації, розташованої на території України, були наявні авіаційні підрозділи різного цільового призначення, орієнтовані насамперед на безпосередню підтримку сухопутних військ та військово-морського флоту, зокрема, здійснення фронтової розвідки, коригування артилерійського вогню, завдавання тактичних бомбоштурмових ударів та прикриття власних підрозділів від нападу з повітря. Технічне оснащення вищевказаних підрозділів далеко не повністю відповідало вимогам часу, наявні в них літаки, за окремими винятками, відносились до морально застарілих типів, значна частина авіатехніки була вкрай зношеною і потребувала заміни чи капітального ремонту.
Російська військова авіація мала широку мережу навчальних закладів, розташованих, головним чином, на Півдні України, зокрема в Криму. Однак ці заклади не повністю задовільняли потреби фронту як у відношенні кількості підготовлених фахівців, так і у відношенні якості їх підготовки. Особливо гострою була нестача пілотів-винищувачів та механіків-мотористів.
З 1918 року в повітряних баталіях з більшовиками також використовувались придбані літаки французького, австро-угорського, німецького виробництва, крім літаків використовували зв'язкові аеростати.

## Створення
Формування українських військово-повітряних сил у часи Центральної Ради відбувалось у надзвичайно складних умовах і утруднювалось цілим рядом внутрішніх і зовнішніх факторів, а насамперед — відсутністю у політичного керівництва країни чіткої концепції розвитку Збройних сил в цілому і військово-повітряних формувань зокрема, браком кадрів, незадовільним технічним станом і недостатньою кількістю літаків та іншого авіаційного майна, протидією більшовиків, агресією Радянської Росії та іншого.
13 грудня 1917 року Центральна Рада офіційно утворила Повітряний флот. Його командувачем було призначено підполковника-авіатора Віктора Павленка. Йому підпорядкувались інспектори (командувачі) авіації та повітроплавання: перший завідувач усіма справами пов'язаними з літаками, другий — діяльністю повітроплавних частин, які на повітряних балонах («ковбасах») піднімалися на велику відстань над землею та здійснювали розвідку і корегування артилерійського вогню.
Першим командувачем української авіації став військовий льотчик підполковник В'ячеслав Баранов. Він поступив на службу в армію УНР, реалізуючи план білогвардійських змовників вивезти колишнє авіаційне майно Південно-Західного фронту з України. За часів гетьмана Павла Скоропадського В. Баранов зорганізував масове вивезення з України до білогвардійських Донської і Добровольчої армій літаків, авіаційного матеріалу, а також сприяв масовому дезертирству льотчиків на Дон.
Помічником командувача української авіації був прапорщик, військовий льотчик Левко Шевченко — нащадок українського поета.
Важливим завданням українського військового керівництва стала передислокація авіаційних частин з прифронтової смуги, де відчутними були впливи більшовиків, до внутрішніх районів України.

## Розгортання

Літак-розвідник DFW C.V УГА виробництва Deutsche Flugzeug-Werke (на реконструкції помилковий порядок барв на хвості).

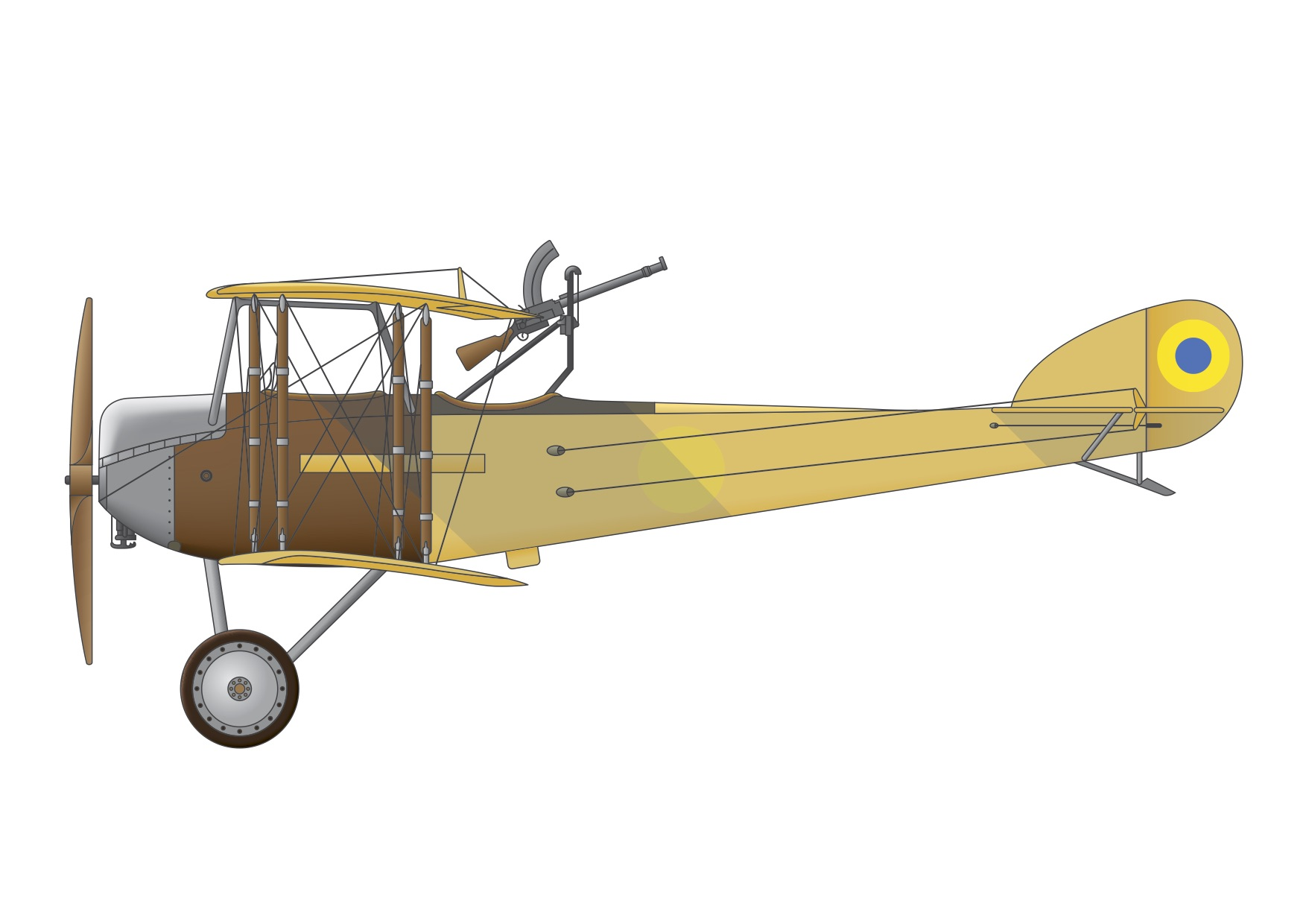
Анатра Анаде, Аеродром Пост-Волинський, Київ, березень-квітень 1918 р.

Станом на початок січня 1918 року в реєстрах управління української авіації вже числилось 188 літаків 26 різних типів. Командування української авіації вживало також максимальних зусиль щодо збереження матеріальних та кадрових ресурсів.
Часи Української Держави стали єдиним в історії української авіації 1917–1920 років періодом мирної розбудови. Велось планомірне формування бойових та допоміжних авіаційних і повітроплавних підрозділів, вживались заходи щодо комплектування їх технікою і особовим складом, розгорталось бойове навчання. Зокрема, було утворено вісім корпусних авіаційних дивізіонів, понад 30 авіаційних та кілька повітроплавних загонів. Влітку 1918 року у вказаних підрозділах нараховувалось майже 200 літаків різних типів, в тому числі і важких бомбардувальників.
Військово-повітряний флот Директорії УНР активно використовувався у війні за незалежність у 1919—1920 років. Поряд з бойовими операціями (ведення розвідки, завдавання бомбоштурмових ударів з метою підтримки наземних військ) не менш важливим напрямком діяльності військово-повітряного флоту УНР було здійснення кур'єрських польотів для зв'язку із закордоном. Передбачалось навіть створити цілу мережу регулярних авіаційних ліній, що з'єднали б Україну з іншими країнами. Однак даний план, як і багато інших, так і не був реалізований в повному обсязі.
Найбільшої могутності було досягнуто напередодні наступу українських армій на Київ—Одесу в серпні 1919 року, коли в розпорядженні Директорії було, за деякими оцінками, до 26-ти літаків. Надалі сили авіації УНР поступово зменшувались і восени 1920 року були зведені до єдиного авіазагону — 1-го Запорозького, який нараховував 3-5 літаків. Однак і цей мізерний у кількісному відношенні підрозділ брав активну участь в бойових діях до останніх днів боїв в листопаді 1920 року. Навіть після остаточної поразки у війні за незалежність та інтернування підрозділів армії Директорії в польських таборах, командування військово-повітряного флоту УНР вживало максимальних зусиль для збереження авіаційних підрозділів, сподіваючись на продовження боротьби в майбутньому.

## Структура та склад
Управління штабу української авіації розмістилось в Києві за адресою Хрещатик, 42. Підполковнику В. Баранову мали підпорядковуватися всі авіаційні частини, що оголосили себе українізованими, насамперед чотири авіаційні парки: 1-й в Одесі, 3-й і 5-й у Києві, 6-й у Полтаві. Щоправда, коли тут почалася організація української авіації, тут майже не лишилося військовослужбовців: демобілізовані, вони роз'їхались по домівках. Відтак, надзвичайно цінним інженерно-технічним обладнанням цих авіапарків нікому було опікуватись.
Новостворена українська авіація станом на січень 1918 року мала у своєму складі:
- 6-й авіаційний дивізіон військового льотчика капітана Романа Шоманського

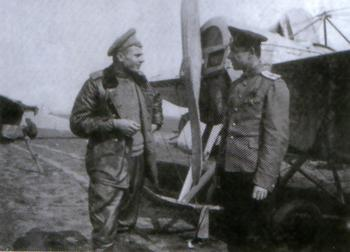
Василь Янченко (ліворуч). Один з перших командирів української авіації.

- 6-й винищувальний авіаційний загін
- 9-й корпусний авіаційний загін
- 13-й корпусний авіаційний загін
- 1-й авіаційний загін Ескадри повітряних кораблів «Ілля Муромець»
- 5-й авіаційний загін Ескадри повітряних кораблів «Ілля Муромець»[5]

6-й авіаційний дивізіон військового льотчика капітана Романа Шоманського був українізований у грудні 1917 року, прибувши з фронту до Києва, 5 січня 1918 року розташувався у Святошині. Станом на 25 січня 1918 року цей підрозділ мав такий склад:
- управління дивізіону — 4 льотчики
- 10-й винищувальний авіаційний загін — 12 льотчиків
- 6-й корпусний авіаційний загін — 18 льотчиків
- 20-й корпусний авіаційний загін — 18 льотчкиів
- 36-й корпусний авіаційний загін — 18 льотчиків[6]

6-й винищувальний авіаційний загін — наприкінці грудня 1917 року підполковник В. Баранов наказав загону перелетіти до Києва і розташуватися у Святошині, що й було виконано. Деякий час загін очолював льотчик Синицин, а згодом — уславлений ас російської армії, що зголосився на службу до військ ЦР, Василь Янченко (уродженець Далекого Сходу з родини переселенців). Після прибуття останнього за наказом командувача авіації загін було перейменовано на 1-й Український винищувальний авіаційний.
9-й корпусний авіаційний загін був українізований на Західному фронті. Його особовому складу вдалося вивезти майно з охопленої більшовизмом території Білорусі та щасливо дістатися смт. Маневичі. Згідно з наказом В. Баранова, 26 грудня 1917 року загін відбув до Ніжина.
13-й корпусний авіаційний загін розташовувався в районі Двинська на Північному фронті: на початок січня 1918 року надіслав до Києва повідомлення про свою українізацію. Щоправда, через свою віддаленість від України він так і залишився на Північному фронті, й навесні 1918 року рештки загону були використані більшовиками для формування червоної авіації.

## Льотчики УНР
- Арватов Юрій Гнатович
- Алєлюхін Федір Васильович
- Баранов В'ячеслав Григорович
- Байвенко Володимир Онисимович
- Басан Олексій
- Бернгубер Едвард
- Горшков Георгій Георгійович
- Голіцинський Клавдій Миколайович
- Губер Борис Олександрович
- Єгоров Олександр Іванович
- Жаховський Олександр Григорович
- Залуський Симеон
- Золотов Павло
- Калінін Костянтин Олексійович
- Кануков Джамбулат Батгириєвич
- Кануков Хазбулат Батгириєвич
- Кривенко Микола Кіндратович
- Крицький Павло Митрофанович
- Кудря Федір Євдокимович
- Мурашко Василь Опанасович
- Наконечний Олександр Омелянович
- Островідов Сергій Миколайович

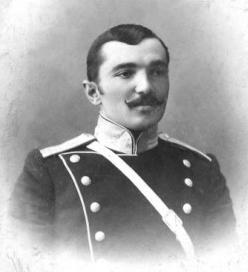
Джамбулат Кануков — командир Літунського полку УГА

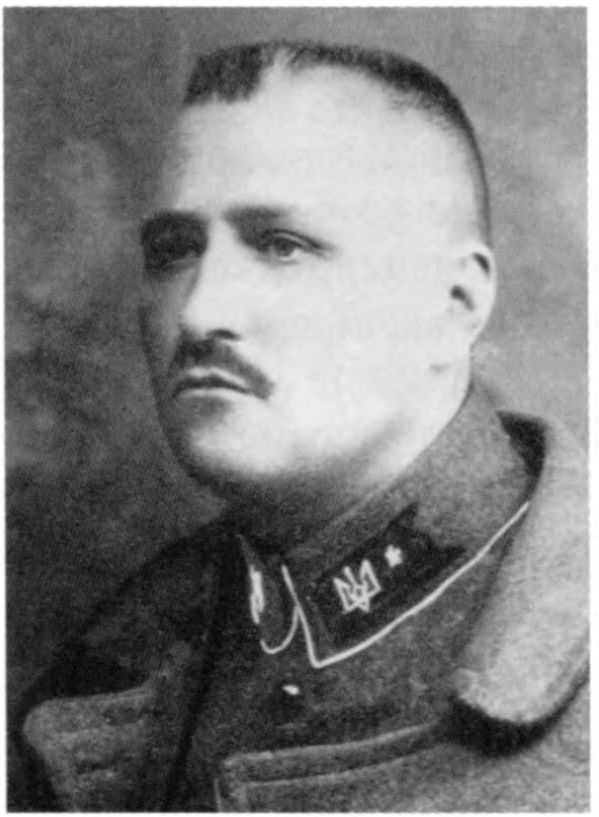
Віктор Павленко — командир авіації Армії УНР (1918–1920)

- Павленко Віктор Олексійович (військовик)
- Панкєєв Микола Петрович
- Поготовко Михайло Миколайович
- Скурський Лев Олександрович
- Сухенко Василь Іванович
- Тоцький Микола Васильович
- Федченко Венедикт Михайлович
- Франко Петро Іванович
- Янченко Василь Іванович

## Технічний стан авіапарку
Не зважаючи на велику кількість українізованих авіазагонів, технічний бік справи української військової авіації виглядав кепсько. 6-й авіаційний дивізіон та 6-й винищувальний загін прибули до Києва залізницею зі спакованими у ящики літаками. Щоб їх зібрати, були потрібні фахівці-механіки, але останні, як і в київських авіаційних парках, переважно були кваліфікованими робітниками з Росії, часто — більшовиками. Отже, коли частини оголосили про українізацію, більшість механіків відбула на батьківщину, тобто розпаковувати та збирати літаки було нікому. Така ситуація спонукала В. Баранова звернутися до керівництва Дарницького табору військовополонених з проханням розшукати серед захоплених німецької та австро-угорської армії 35 кваліфікованих робітників. До пропозиції командувача української авіації полонені поставилися вороже, а зголосився лише один — чех, інженер-механік Йосип-Альберт Прохашка, якого 10 січня 1918 року відправили у розпорядження 5-го авіаційного парку.

## Українська авіаційна школа
Військове міністерство Центральної Ради не спинилося лише на українізації авіаційних частин російської армії, а й вдалося до створення власних авіаційних частин. Гостро постала проблема створення власної авіаційної школи. У Гатчинській і Севастопольській військових авіаційних школах російської армії українці на той час об'єдналися в окремі гуртки, що, як сподівалося командування, невдовзі мали прибути до Києва і стати кадром для створення авіашколи. Наказом від 30 грудня 1917 обов'язки з організації цього навчального закладу були покладені на військового льотчика прапорщика Коломійця. Для практичних вправ майбутній школі виділялося летовище 3-го авіаційного парку на ст. Пост-Волинський. Приміщення для управління, навчальних класів і курсантів мали виділитися у будівлі 2-го Київського військового училища. Як писав у своїх спогадах урядовець управління авіації Петро Білон, В. Баранову вдалося відшукати два літаки для новоствореної школи, які незабаром було використано для тренувань з опанування льотної майстерності.

## 1-й Український авіаційний загін

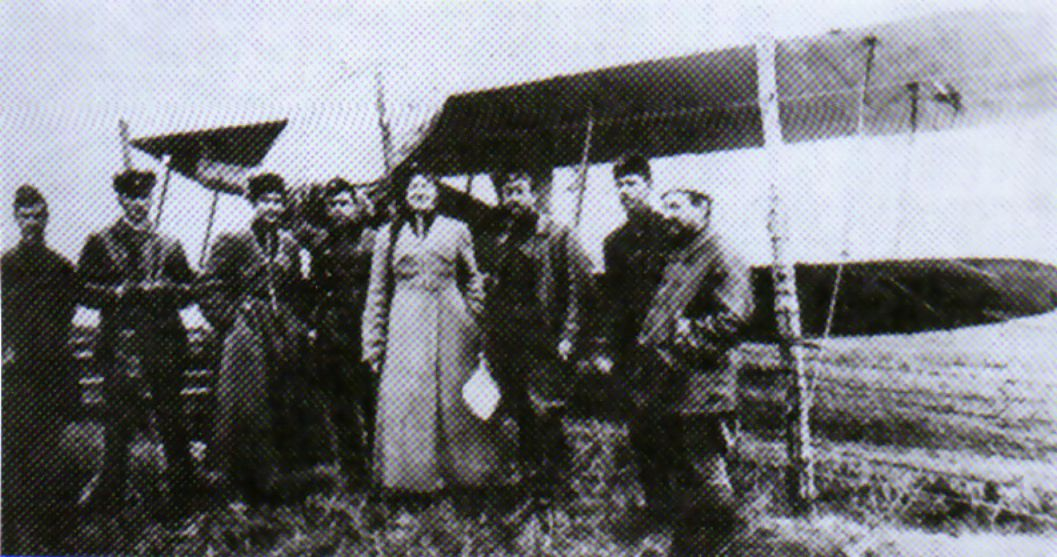
Старшини 1-го Українського (Запорізького) авіаційного загону. Стоять зліва направо: сотник О. Жаховський, сотник Берестовенко (?), ад'ютант 1-го Запорізького кінно-гайдамацького полку ім. К. Гордієнка сотник Гончарів, сотник В. Гвоздів, командир кінного дивізіону Чорних Запорожців сотник Римський-Корсаков, командир загону сотник О. Єгоров, поручик С. Чистоклєтов, сотник В. Олексієв

16 грудня 1917 року із добровольців, які належали до різних частин старої російської армії та заявили про своє бажання служити у військах Центральної Ради, у Києві, при 5-му авіаційному парку розпочалося формування 1-го Українського авіаційного загону. Командиром цього підрозділу було призначено члена Центральної Ради, відомого льотчика — георгіївського кавалера Олександра Наконечного. Крім нього до загону належали три військових льотчики: штаб-ротмістр Олесандр Єгоров, підпоручик В. Чудновський, прапорщик П. Качан, а також п'ять льотчиків-дозорців: штабс-капітан Ф. Кудря, поручики І. Морей де Моран, М. Поготовко підпоручик Веревський та прапорщик В. Чечет.
Командир новоствореного загону О. Наконечний та його помічник Ф. Кудря були членами українських політичних партій, тому згодом їх відкликано на інші посади. Очолив загін Олександр Єгоров, який 31 грудня 1917 року почав клопотати про надання йому літака типу Sopwith. У такий спосіб він, фактично, виявився єдиним пілотом із власним літаком, здатним здійматися в небо. Невдовзі після створення підрозділу О. Єгорова почалося формування 1-го Українського авіаційного гарматного загону.
З усіх авіачастин у Першій українсько-більшовицькій війні, яка почалася у грудні 1917 року, активну участь брав лише 1-й Український авіаційний загін, який увійшов до складу Гайдамацького коша Слобідської України військ Центральної Ради. Його командир сотник Єгоров та інші льотчики здійснювали переважно розвідувальні рейди. Коли ж радянські війська В. Антонова-Овсієнка та М. Муравйова дісталися до Дарниці, літаки загону почали бомбити ворожі бронепотяги та важку артилерію, які обстрілювали Київ.
8-9 лютого 1918 року 1-й Український армійський авіаційний загін разом із іншими військами Центральної Ради залишив Київ. Один із льотчкиів за наказом С. Петлюри розкидав над Києвом листівки із закликом до киян спокіно перетерпіти «господ більшовиків» та обіцянкою, що гайдамаки ось-ось повернуться до Києва та помстяться ворогам УНР.
За радянськими документами 1-й Український армійський авіаційний загін формально вважався таким, що перейшов на бік більшовицької влади. В дійсності він із переформованими в Одеську Запорізьку бригаду військами Центральної Ради відступив у район Житомира та Бердичіва, звідси на початку березня 1918 року повернувся до звільненого українсько-німецькими військами Києва.
12 березня 1918 року усі наявні українські частини були реорганізовані в Окрему Запорізьку дивізію Армії УНР. До її складу увійшов і 1-й Український армійський авіаційний загін (у деяких документах та спогадах поруч із цією назвою — «Запорізький»). На початку березня у розпорядження О. Єгорова було передано значну частину майна 3-го та 5-го авіаційних парків, а також літаки та майно 1-го Туркестанського корпусного та 8-го армійського авіаційних загонів, які розміщувалися у Києві та околицях.

## Повітроплавальні частини
Наприкінці 1917 року у складі управи Повітряного флоту УНР було створено інспекцію повітроплавання на чолі з полковником Гінейком (згодом — полковником Миколою Марковим). Інспектору повітроплавання УНР підпорядковувались інспектори повітроплавання Київського та Одеського районів (призначені у березні 1918) — сотник Олександр Покідов та військовий старшина Микола Торбін, 4 науково-кадрових повітроплавальних загони та 2 повітроплавальних парки. Ці частини УНР (згодом — Української Держави) організовувались на базі решток повітроплавальних частин старої російської армії, які демобілізувались на території України.
Станом на 1 листопада 1918 року чисельність повітроплавальних частин армії Української Держави була такою:
- Києво-Полтавський науково-кадровий повітроплавальний загін (командир — військовий старшина Сергій Федорів) — 25 старшин, 7 урядовців, 59 козаків;
- Чернігово-Волинський науково-кадровий повітроплавальний загін (командир — військовий старшина Олександр Зінов'єв) — 14 старшин, 6 урядовців, 25 козаків;
- Харково-Катеринославський науково-кадровий повітроплавальний загін (командир — військовий старшина Віктор Попов) — 23 старшини, 5 урядовців, 1 підстаршина, 80 козаків;
- Одесько-Подільський науково-кадровий повітроплавальний загін (командир — військовий старшина Георгій Голубєв) — 19 старшин, 7 урядовців, 5 підстаршин, 20 козаків;
- Київський повітроплавальний парк (командир — полковник Володимир Ляхов) — 20 старшин, 15 урядовців, 293 козаки
- Одеський повітроплавальний парк (командир — полковник Петро Таранов-Бєлозьоров) — 13 старшин, 3 урядовці, 18 козаків.

## Бойові втрати
- Симеон Залуський — пілот збройних сил УНР, похований у м. Горохів, Горохівського району, Волинської області. Його літак був збитий в бою з більшовиками в околицях села Скобелки.[14]

## Символіка

Стратегічний бомбардувальник Zeppelin-Staaken R.XIV P.70, переобладнаний під транспортний літак. На фюзеляжі зображено білий тризуб, блакитний серійний № та абревіатура назви німецької авіаційної компанії «D.L.R.» — «Deutsche Luft-Rederei», літо-осінь 1919 року (на реконструкції помилковий порядок барв на хвості).

При перших бойових діях з більшовиками, була змінена символіка російських літаків. Поверх російських кокард наносили українські у вигляді жовтого і синього кіл або стилізованих чорних тризубів на крилах, хоча за часів Гетьманату означення бойової техніки здебільшого лишалося російським. У Збройних Силах Західноукраїнської Народної Республіки і Української Народної Республіки часів Директорії вже чітко виявлялося намагання стандартизувати військове означення, хоч почасти й далі зберігалися між ними деякі відмінності.
В Українській Галицькій Армії за основу бралися барви національного прапора, проте розміщення кольорів на кокардах, які наносили на колишні російські, австро-угорські й німецькі літаки, було прямо протилежним. Якщо в першому випадку це пояснюється тим, що жовтий колір залишається яскравим, коли лягає на білу основу, то у другому — на темнішому тлі камуфляжу чи підоснови вони краще читалися. У Наддніпрянській Армії більше використовувався герб Тризуб. Він міг бути звичайним або стилізованим.

## Історіографія Української авіації
Історія українських військово-повітряних сил періоду 1917—1920 рр. дуже довгий час не була безпосереднім об'єктом спеціального дослідження. Певною мірою вона висвітлювалась у науково-історичних та мемуарних працях, які торкались військово-політичних аспектів національно-визвольної боротьби українського народу 1917—1920 рр. Перші такого роду праці з'являються в 20—30 рр. і видаються на західноукраїнських землях. До них слід, в першу чергу, віднести дослідження І. Крип'якевича, Б. Гнатевича, З. Стефаніва, а також спогади П. Франка, Р. Земика, І. Лемківського.

Обкладинка книги Ярослава Тинченка «Герої Українського неба».

Радянська історіографія міжвоєнного періоду здебільшого ігнорувала події українських національно-визвольних змагань або ж подавала їх у вкрай спотвореному вигляді. Однак окремі праці радянських істориків містять певний фактичний матеріал, що стосується предмета даного дослідження. Це, зокрема, публікації А. Можаєва, Ф. Шимановського, А. Шиукова.
У період після Другої світової війни дослідження з історії українського війська проводились виключно за кордоном. До найцікавіших праць українських військових істориків, виданих в той час, слід віднести дослідження Л. Шанковського, О. Удовиченка, М. Капустянського.
За радянських часів жодних досліджень українських Збройних сил періоду 1917—1920 рр. не здійснювалось. Однак після відновлення незалежності України з'являється цілий ряд праць, присвячених даному питанню. Це — праці Л. Дещинського, В. Голубка, Я. Тинченка, М. Литвина та інших. Однак усі їх праці присвячені загальним військово-політичним питанням, а дослідженню українських військово-повітряних сил в них відведено порівняно мало місця. Історії української військової авіації присвячені порівняно нечисленні статті Р. Мараєва, В. Бендик, Д. Веденєєва. Певний інтерес становить і комплексне дослідження В. Савіна з історії розвитку авіації в Україні. Деякі цікаві відомості, що стосуються участі української військової авіації в бойових діях періоду 1917—1920 рр., наводять у своїх працях сучасні російські дослідники В. Кондратьєв, В. Куліков, М. Хайруллін.
При вивченні бази, на основі якої формувались українські військово-повітряні сили, використовувались праці, присвячені російській військовій авіації періоду Першої світової та громадянської воєн. Це, зокрема, книги В. Шаврова, П. Дузя, А. Григорьєва, А. Александрова та інших, а також спогади радянських військових діячів В. Примакова, І. Кудріна, Є. Ахматовича, В. Павлова.
У 2009 році у Києві видавництво «Темпора» видало змістовне дослідження української авіації Андрія Харука «Крила України: військово-повітряні сили України 1917—1920 рр.», у наступному році теж саме видавництво продовжило тему авіації УНР книгою Ярослава Тинченка «Герої Українського неба: пілоти визвольної війни 1917—1920 рр.».